# Danny Higginbotham
Pour les articles homonymes, voir Higginbotham.
Daniel John Higginbotham, dit Danny Higginbotham, né le 29 décembre 1978 à Manchester, est un footballeur international gibraltarien d'origine anglaise. 

## Biographie

### Club
Le 9 janvier 2014, il annonce sa retraite.

### Sélection
Danny Higginbotham est convoqué pour la première fois par le sélectionneur national Allen Bula pour un match amical face à la Slovaquie le 19 novembre 2013, qui se solde par un score nul et vierge (0-0), ce qui constitue déjà une performance. 
Il compte trois sélections et zéro but avec l'équipe de Gibraltar entre 2013 et 2014.

## Carrière
- 1997-2000 : Manchester United  Angleterre
  - 1998-1999 : Royal Antwerp FC  Belgique (prêt)
- 2000-2003 : Derby County  Angleterre
- 2003-2006 : Southampton  Angleterre
- 2006-2007 : Stoke City  Angleterre
- 2007-2008 : Sunderland  Angleterre
- 2008-2013 : Stoke City  Angleterre
  - jan. 2012-2012 : Nottingham Forest  Angleterre (prêt)
  - sep. 2012-oct. 2012 : Ipswich Town  Angleterre (prêt)[1],[2],[3]
- 2013 : Sheffield United
- 2013-2014 : Chester
- 2014 : Altrincham

## Palmarès
- Manchester United
  - Premier League
    - Vainqueur : 2000

  - Coupe intercontinentale
    - Vainqueur : 1999